# Pusto Šilovo
Pusto Šilovo (cyr. Пусто Шилово) – wieś w Serbii, w okręgu jablanickim, w gminie Medveđa. W 2011 roku liczyła 65 mieszkańców.